# Route nationale 430
Die Route nationale 430, kurz N 430 oder RN 430, war eine französische Nationalstraße, die von 1933 bis 1973 von der N66 bei Mülhausen aus zum Col de la Schlucht verlief. Von Le Markstein bis zum Col de la Schlucht ist sie Teil der Route des Crêtes. Zwischen Mülhausen und Guebwiller wurde die ursprüngliche Führung durch eine Schnellstraße ersetzt.

## N430a
Die N430A war ein 50 Meter langer Seitenast der N430 in Le Markstein, der aus der Einmündung der N431 in die N430 ein "Straßendreieck" machte. Heute trägt die Straße die Nummer D430A.